# アルタタマ1世
アルタタマ1世（Artatama I）は、古代メソポタミア、ミタンニの王。

## 略歴
アルタタマとはサンスクリットでṚta-dhaman 「住処はṚtaである」の意。
アルタタマ1世は、紀元前15世紀後半のミタンニの王。アルタタマ1世の治世は、エジプトのファラオであるアメンホテプ2世とトトメス4世の治世と一致する。
アルタママ1世の碑文はほとんど遺されていない。アマルナ文書では、エジプトのトトメス4世と同盟を結んだ先祖として、アルタタマ1世が言及されている。少ない史料からの解釈によると、ミタンニ王国がヒッタイト人の侵略によってひどく弱体化した頃に、アルタタマ1世が権力を握るようになった。
北はヒッタイト、南はエジプトという2つの戦線で戦うことの危険性に直面していたアルタタマ1世は、アメンホテプ2世にシリアの紛争地を平和的に分割するという申し出を持ちかけた。古い紛争を平和的に解決すれば、政治的・軍事的な同盟に発展する可能性があったが、エジプトは不正行為を疑い、長年に亘り明確な回答を拒否した。トトメス4世の治世中のある時点で、エジプトはトトメス4世とアルタタマの娘との結婚を提案したが、アルタタマ1世は理由不明だがその申し出を断った。エジプトは、アルタタマ1世が最終的に承諾するまでに、7回連続で結婚の提案をしなければならなかった。
アルタタマ1世はムテムウィヤ女王の父であり、アメンホテプ3世の母方の祖父である可能性がある。ミタンニは息子のシュッタルナ2世によって継承された。